# Ẩm thực Mông Cổ

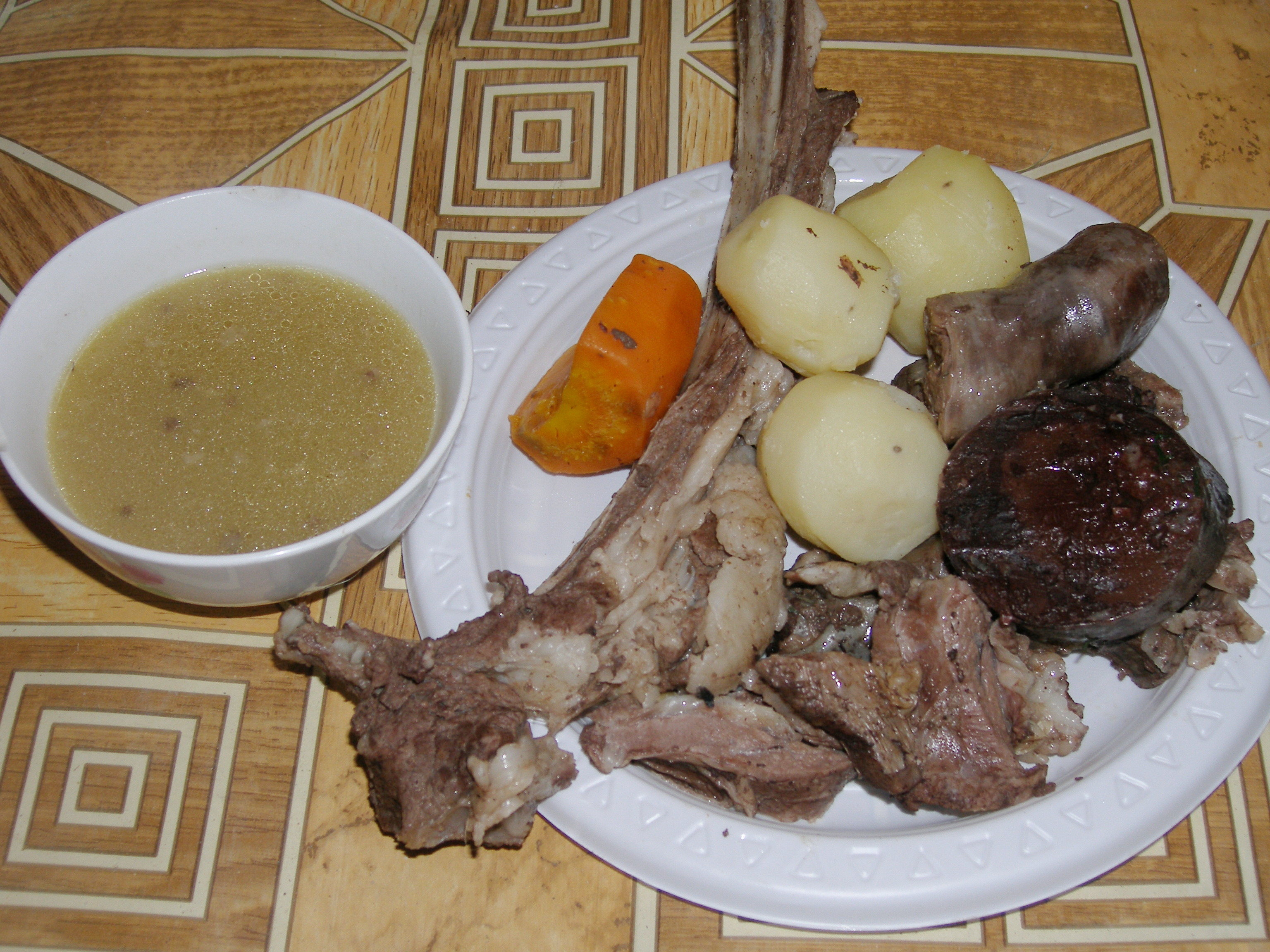
Một món hầm của người Mông Cổ

Ẩm thực Mông Cổ là nền ẩm thực truyền thống ở đất nước Mông Cổ và các món ăn mang phong cách Mông Cổ khác. Khí hậu kiểu lục địa khắc nghiệt ở Mông Cổ ảnh hưởng đến chế độ ăn uống của họ, vì thế, trong ẩm thực Mông Cổ có nhiều món làm từ thịt sữa và chất béo động vật. Việc dùng các loại rau củ và gia vị rất hạn chế. Vì vị trí địa lý cận kề Trung Quốc và Nga, ẩm thực Mông Cổ cũng bị ảnh hưởng bởi hai nền ẩm thực này.

## Đặc trưng

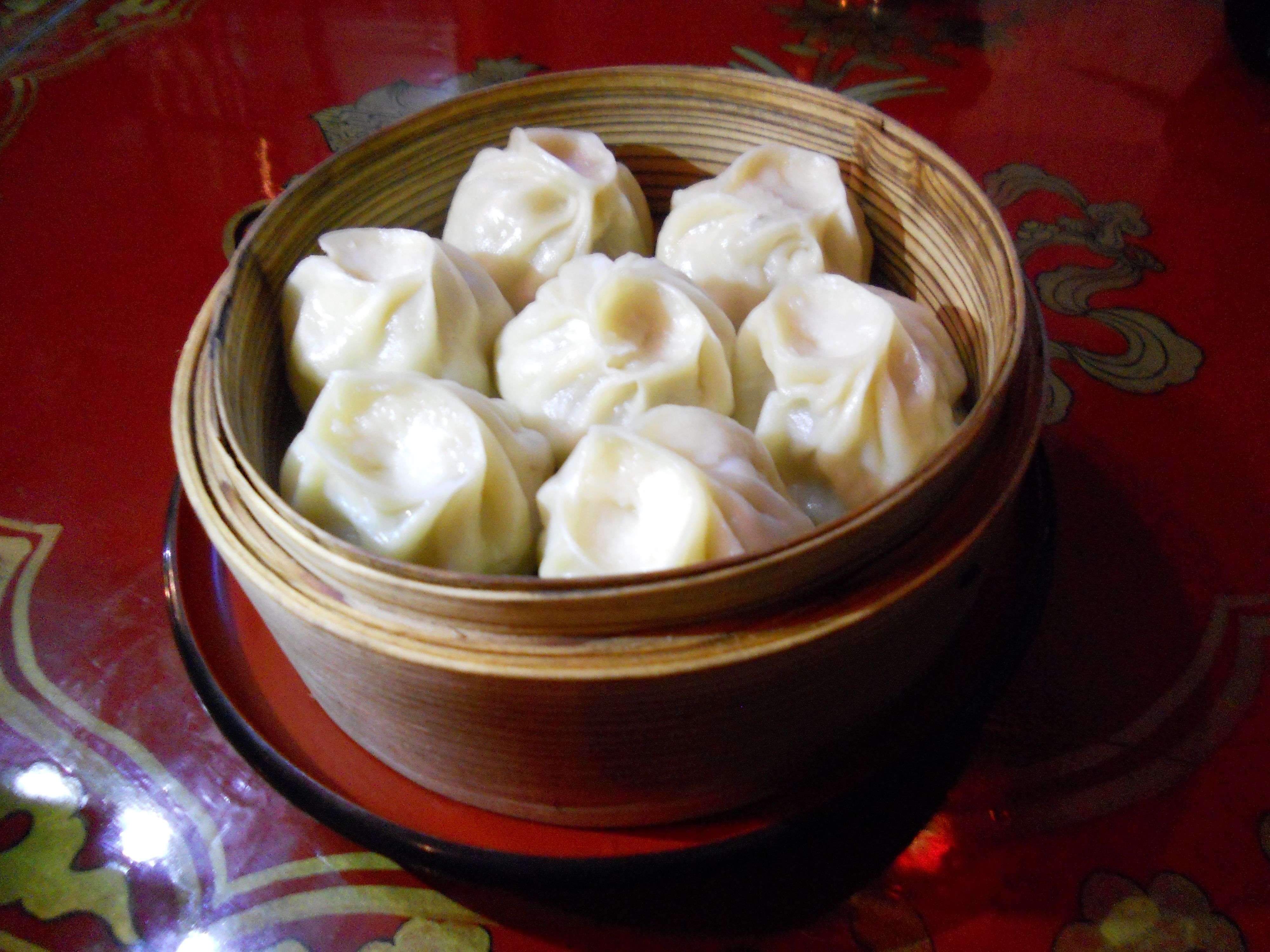
Bánh bao Buuz

Dân du mục Mông Cổ sống dựa vào việc chăn nuôi gia súc như ngựa Mông Cổ, lạc đà, bò Tây Tạng, cừu Mông Cổ và dê và các thực phẩm săn bắt khác Thịt được nấu để làm nguyên liệu cho súp hoặc món bánh bao hấp thịt cừu (buuz/khuushuur/bansh), hoặc được phơi khô để dành cho mùa đông (borts). Chế độ ăn uống của người Mông Cổ chứa một lượng lớn chất béo động vật, cần thiết cho họ chống chọi cái lạnh của mùa đông và bù đắp năng lượng sau một ngày làm việc vất vả. Nhiệt độ trong mùa đông có thể xuống dưới −40 °C/°F và làm việc ngoài trời trong thời tiết đó cần dự trữ rất nhiều năng lượng. Sữa và kem cũng được dùng để làm nhiều loại thức uống, phô mai và các sản phẩm tương tự.
Dân du mục ở nông thôn thường tự cấp tự túc. Khách du lịch sẽ thấy các túp lều du mục (yurt) gắn biển "guanz" đặt rất nhiều trên đường đi, đó là những nhà hàng nhỏ. Trong túp lều (có cấu trúc có thể dễ di động), người Mông Cổ thường đặt một cái nồi đúc bằng sắt hoặc nhôm trên một bếp lò nhỏ, sử dụng gỗ hoặc phân động vật (argal) làm chất đốt. Thịt cừu là nguyên liệu chính trong ẩm thực Mông Cổ với nhiều món ăn làm từ cừu. Một số món ăn có thể kể đến là:
- Khorkhog: Thịt cừu nướng đá
- Boodog: Thịt dê hầm đá
- Kumis: Món thức uống phổ biến.

Người Mông Cổ thích ăn hạt thông, cái giống như bỏng ngô hoặc khoai tây rán với người Mông Cổ là hạt thông, người ta ăn thoải mái hàng túi, vì chúng ngon miệng. Hạt thông giúp cân bằng chế độ ăn uống nhiều thịt vì giàu chất sắt và vitamin A (là thứ thường thiếu hụt trong dinh dưỡng ở trẻ em khắp đất nước này, theo Ngân Hàng Thế Giới), cũng như có kali, magnesi và kẽm.

## Đồ uống

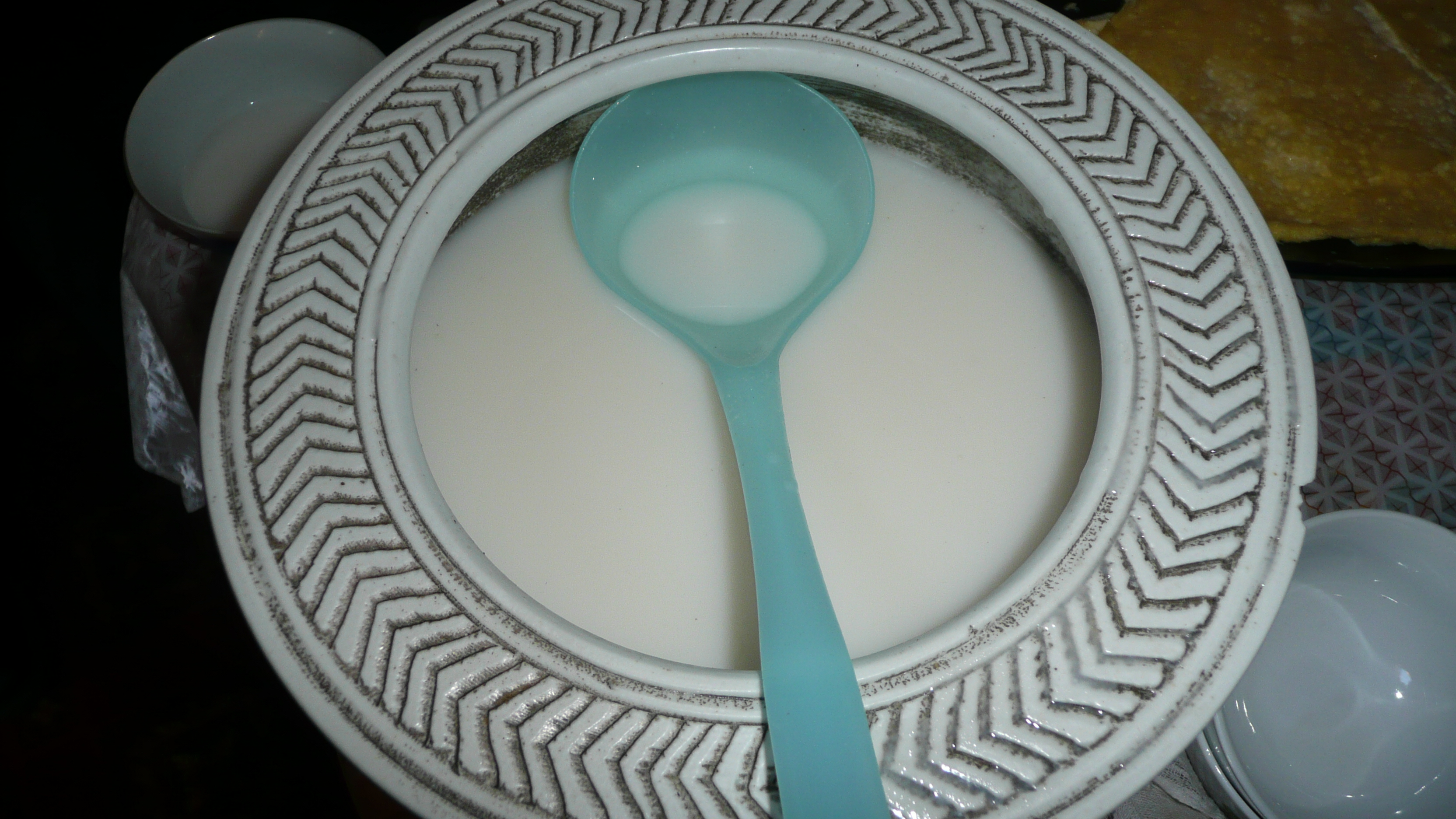
Người Mông Cổ sử dụng sữa lên men chứ không uống trực tiếp sữa tươi

Về đồ uống, Mông Cổ là đất nước của đàn gia súc trong đó nhiều loại gia súc cho sữa như bò sữa, dê, cừu, lạc đà, ngựa. Người dân uống trà sữa Mông Cổ quanh năm, nhiều hơn uống nước lọc. Đồng thời, người Mông Cổ lại thường sử dụng các loại sữa lên men mà đặc trưng là kumis và các chế phẩm từ sữa như phô mai, bơ, váng sữa, bánh sữa cùng chế phẩm khác từ sữa, họ ít uống trực tiếp sữa tươi, nguyên nhân là người Mông Cổ thuộc nhóm cư dân có tỷ lệ enzymne lactase vĩnh trú (tồn tại vĩnh viễn trong cơ thể kể cả khi cơ thể đã qua giai đoạn cai sữa) thấp nhất.
Trong khi đó, enzymne lactase là gen có chức năng giúp cơ thể hấp thụ được lactose có trong sữa, này cho phép uống sữa mà không bị tác dụng phụ. khi không có lactase thì không thể tiêu hóa, dung nạp được lactose trong sữa một cách bình thường, do đó, nếu một người lớn uống rất nhiều sữa, họ có thể bị đầy hơi, trướng bụng, sôi bụng, chọt bụng, đau bụng và tiêu chảy, do đó, với những người Mông Cổ chăn nuôi gia súc, thường họ uống sữa đã lên men, là sản phẩm có hàm lượng lactose thấp.